# Farma (reality show)
Farma – polski program telewizyjny typu reality show telewizji Polsat oparty na szwedzkim formacie The Farm nadawany od 2022 roku.
Producentem wykonawczym programu zostało Constantin Entertainment Polska.

## Charakterystyka programu
Kilkanaście osób wyłonionych w castingu przeprowadza się do gospodarstwa rolnego pozbawionego mediów oraz innych udogodnień. W trakcie pobytu na farmie opiekują się zwierzętami (m.in. krowami, gęsiami, kozami, kurami), uprawiają dla siebie warzywa i owoce, a także wykonują dodatkowe zadania.
W każdym „tygodniu” (de facto okresie pięciu dni) odbywają się eliminacje. Schemat ich przeprowadzania nie jest stały, choć najczęściej zaczynają się od nominacji do pojedynku, po których ten pojedynek następuje, a kończą się głosowaniem i eliminacją jednego z graczy, niekiedy dwóch. (W pierwszej edycji zazwyczaj pierwszą zagrożoną odpadnięciem osobę wybierał tzw. farmer tygodnia – uczestnik zarządzający grupą, wybrany przez osobę, która jako ostatnia opuściła program – po czym wskazana przez niego osoba wybierała drugiego zagrożonego gracza, który z kolei nominował do pojedynku trzecią osobę). Zwycięzcy pojedynków pozostają w grze, na przegranych natomiast pozostali zawodnicy oddają głosy (najczęściej głosują zawodnicy, którzy nie brali udziału w pojedynku lub wszyscy niezagrożeni eliminacją zawodnicy); osoba z największą liczbą głosów odpada z programu (niekiedy eliminowane są dwie osoby). Jednakże zmiany schematu eliminacji są bardzo częste.
W tygodniu finałowym eliminacje odbywają się każdego dnia. W pierwszej edycji do pojedynków przystępowali wszyscy uczestnicy. Gracze, którzy poradzą sobie z danym zadaniem najsłabiej (z reguły dwie osoby), są zagrożeni eliminacją. Pozostali uczestnicy oddają na nich głosy; osoba z największą liczbą głosów odpada z programu.
Zwycięzcę wybierają widzowie w drodze głosowania. Wyniki ogłaszane są w odcinku finałowym, którego większa część nadawana jest na żywo. Nagrodą główną dla zwycięzcy programu jest 100 000 złotych.

## Prowadzący

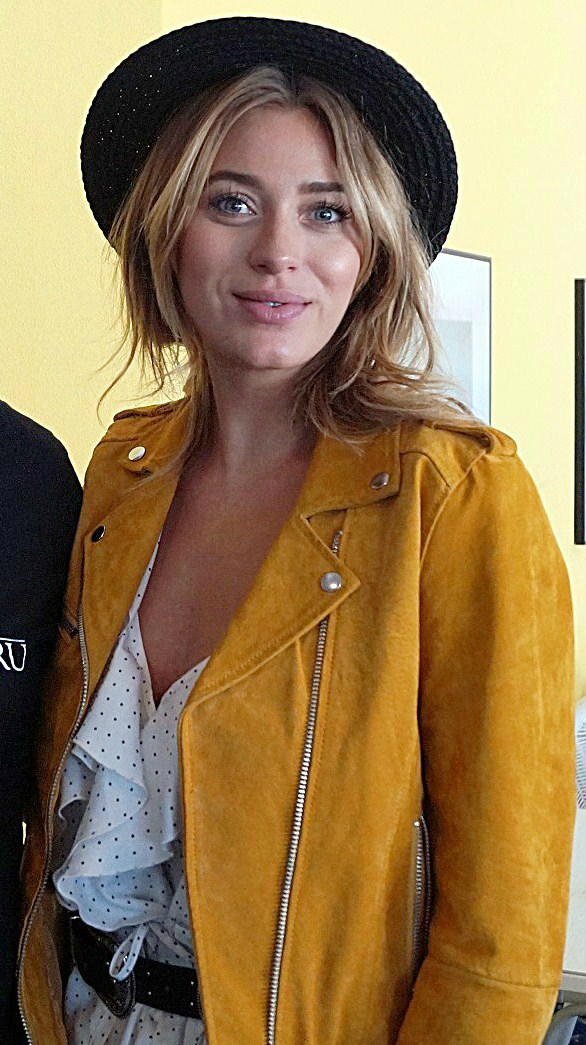
Marcelina Zawadzka, jedna z prowadzących program

Prowadzącymi programu zostały: modelka i prezenterka telewizyjna Marcelina Zawadzka oraz modelka Ilona Krawczyńska. W czwartej edycji dołączyła do nich Milena Krawczyńska, siostra Ilony.
Oceny pracy uczestników dokonuje rolnik Szymon Karaś. W czwartej edycji dołączyła do niego Beata Oleszek.

## Emisja programu
Uwaga: w tej sekcji uwzględniono trzy kanały dystrybucji zasadniczych wydań programu: emisję w telewizji linearnej, udostępnianie w Polsat Go i udostępnianie w Polsat Box Go.
Pomimo odmiennych zapowiedzi przed grudniem 2021 roku pierwszą edycję programu na antenie telewizji Polsat emitowano od 17 stycznia do 25 lutego 2022 roku od poniedziałku do piątku o godzinie 20.00. Emisję telewizyjną pierwszego odcinka poprzedziło prapremierowe udostępnienie go w serwisie Polsat Box Go parę dni wcześniej. Kolejne wydania udostępniano w tym serwisie w dniu emisji telewizyjnej poprzedniego odcinka. Ponadto rozpoczęciu emisji telewizyjnej danego odcinka towarzyszyło udostępnienie go w serwisie Polsat Go. Wyjątek od powyższego stanowi odcinek finałowy, który (poza jego początkową częścią) nadano na żywo.
W lutym 2022 roku ogłoszono castingi do drugiej edycji programu. Jej emisja w telewizji rozpoczęła się 2 stycznia 2023 roku i trwała osiem tygodni. Pierwszy odcinek edycji został udostępniony w serwisie Polsat Box Go już 29 grudnia 2022 roku. Dalsze wydania ukazywały się tak samo, jak przed rokiem.
W lutym 2023 roku ogłoszono castingi do trzeciej edycji programu. Początek jej emisji na antenie telewizji Polsat zaplanowano na 8 stycznia 2024 roku. Pierwszy odcinek serii udostępniono na platformie Polsat Box Go już 5 stycznia, lecz tego samego dnia wycofano ten odcinek, a przywrócono go 7 stycznia – dzień przed jego pierwszą emisją telewizyjną. Rok później ukazała się kolejna edycja.

### Spis serii
| Seria | Seria | Odcinki      | Sezon telewizyjny    | Początek emisji w telewizji | Data finału          |
| ----- | ----- | ------------ | -------------------- | --------------------------- | -------------------- |
|       | 1.    | 1–30 (30)    | zima 2022            | 17 stycznia 2022            | 25 lutego 2022       |
|       | 2.    | 31–70 (40)   | zima 2023            | 2 stycznia 2023             | 24 lutego 2023       |
|       | 3.    | 71–110 (40)  | zima 2024            | 8 stycznia 2024             | 1 marca 2024         |
|       | 4.    | 111–150 (40) | zima 2025            | 6 stycznia 2025             | 28 lutego 2025       |
|       | 5.    | 151–         | nagrywana latem 2025 | nagrywana latem 2025        | nagrywana latem 2025 |

## Uczestnicy i wyniki poszczególnych edycji
W tabelach kursywą oznaczono nazwiska tych uczestników, którzy dołączyli do pozostałych na tyle późno, że nie brali udziału w pierwszych eliminacjach (w przypadku trzeciej edycji: drugich eliminacjach – jako że pierwsze nie dotyczyły wszystkich uczestników).

### Uczestnicy pierwszej edycji
Uczestnikami pierwszej edycji programu byli (w kolejności alfabetycznej): Marta Basandowska, Tomasz Bodziony, Karol Da Costa, Bartłomiej Czyżyk (dołączył po trzech tygodniach), Monika Idzikowska, Kinga Kaleta, Małgorzata Karolczak (dołączyła po tygodniu), Kinga Kazimierczak, Karol „Lolek” Kotomski, Beata Lisowska, Marlena „Viki” Paczyńska (dołączyła po trzech tygodniach), Rafał Rzemek, Izabela Staniszewska, Jakub „Wojna” Wojnowski, Jakub „Zima” Zimowski (dołączył w drugim dniu).
| Wyniki pierwszej edycji              |                                         |
| Rezultat                             | Finalista                               |
| zwycięzca                            | Jakub „Wojna” Wojnowski                 |
| finalista                            | Tomasz Bodziony                         |
| finalistka                           | Kinga Kazimierczak                      |
| Eliminacja                           | Uczestnik                               |
| eliminacje nr 4 w tygodniu finałowym | Karol „Lolek” Kotomski                  |
| eliminacje nr 3 w tygodniu finałowym | Rafał Rzemek                            |
| eliminacje nr 2 w tygodniu finałowym | Jakub „Zima” Zimowski                   |
| eliminacje nr 1 w tygodniu finałowym | Monika Idzikowska                       |
| eliminacje nr 5                      | Karol Da Costa                          |
| eliminacje nr 4                      | Bartłomiej Czyżyk                       |
| eliminacje nr 4                      | Marlena „Viki” Paczyńska                |
| eliminacje nr 3                      | Izabela Staniszewska                    |
| osobny pojedynek                     | Beata Lisowska                          |
| eliminacje nr 2                      | Małgorzata Karolczak, Marta Basandowska |
| eliminacje nr 1                      | Kinga Kaleta                            |

### Uczestnicy drugiej edycji
Uczestnikami drugiej edycji programu byli (w kolejności alfabetycznej): Natalia „Młoda” Adamczewska, Paweł Czubkowski, Piotr Czubkowski, Gabriele Dadej, Natalia „Ruda” Drogowska, Wioleta Jończyk (dołączyła w trzecim dniu), Urszula Karpała, Kamil Knut (dołączył w drugim tygodniu), Maciej „Lobo” Linke (dołączył w drugim tygodniu), Joanna Łukaszczyk (dołączyła w drugim dniu), Anna Małysa, Adam Nowak, Shivakumar Shekar (dołączył w drugim dniu), Edyta Sobczyk (dołączyła w drugim tygodniu), Natalia „Nati” Topczyńska (dołączyła w trzecim dniu), Tomasz Wędzony (dołączył w drugim tygodniu).
| Wyniki drugiej edycji                |                             |
| Rezultat                             | Finalista                   |
| zwycięzca                            | Tomasz Wędzony              |
| finalista                            | Gabriele Dadej              |
| finalistka                           | Urszula Karpała             |
| Eliminacja                           | Uczestnik                   |
| eliminacje nr 4 w tygodniu finałowym | Natalia „Młoda” Adamczewska |
| eliminacje nr 3 w tygodniu finałowym | Piotr Czubkowski            |
| eliminacje nr 2 w tygodniu finałowym | Paweł Czubkowski            |
| eliminacje nr 1 w tygodniu finałowym | Anna Małysa                 |
| eliminacje nr 7                      | Kamil Knut                  |
| eliminacje nr 6                      | Edyta Sobczyk               |
| eliminacje nr 6                      | Adam Nowak                  |
| eliminacje nr 5                      | Maciej „Lobo” Linke         |
| eliminacje nr 4                      | Natalia „Ruda” Drogowska    |
| eliminacje nr 3                      | Natalia „Nati” Topczyńska   |
| eliminacje nr 2                      | Shivakumar Shekar           |
| eliminacje nr 1                      | Joanna Łukaszczyk           |
| pojedynek przed eliminacjami         | Wioleta Jończyk             |

### Uczestnicy trzeciej edycji
Uczestnikami trzeciej edycji programu byli (w kolejności alfabetycznej): Tobiasz Baraniak (dołączył w trzecim dniu), Amanda Bokisz, Daria Borkowska, Marcin Jeliński (dołączył w trzecim dniu), Angelika Kałużna, Seweryn Kiełpin (dołączył w czwartym dniu), Małgorzata „Margaret” Mikulska,
Annie Ostrowska (dołączyła w czwartym tygodniu), Tomasz Pawełczyk (dołączył w drugim tygodniu), Kamila Rolak, Maciej Rudzki (dołączył w trzecim tygodniu), Mateusz Sowik (dołączył pod koniec trzeciego tygodnia), Marta Suwińska, Renata Zalewska, Piotr Żabicki (dołączył w czwartym dniu), Magdalena Żuchowska.
| Wyniki trzeciej edycji                           |                                |
| Rezultat                                         | Finalista                      |
| zwycięzca                                        | Angelika Kałużna               |
| finalistka                                       | Amanda Bokisz                  |
| finalista                                        | Maciej Rudzki                  |
| Eliminacja                                       | Uczestnik                      |
| pojedynki eliminacyjne nr 3 w tygodniu finałowym | Renata Zalewska                |
| pojedynki eliminacyjne nr 2 w tygodniu finałowym | Małgorzata „Margaret” Mikulska |
| pojedynki eliminacyjne nr 1 w tygodniu finałowym | Marcin Jeliński                |
| eliminacje nr 5                                  | Marta Suwińska                 |
| pojedynek eliminacyjny                           | Annie Ostrowska                |
| eliminacje nr 4 (głosowanie)                     | Seweryn Kiełpin                |
| eliminacje nr 4 (pojedynek)                      | Tobiasz Baraniak               |
| eliminacje nr 3                                  | Mateusz Sowik                  |
| pojedynek eliminacyjny                           | Daria Borkowska                |
| pojedynek eliminacyjny                           | Magdalena Żuchowska            |
| pojedynek eliminacyjny                           | Piotr Żabicki                  |
| eliminacje nr 2                                  | Tomasz Pawełczyk               |
| eliminacje nr 1                                  | Kamila Rolak                   |

### Uczestnicy czwartej edycji
Uczestnikami czwartej edycji programu zostali (w kolejności alfabetycznej): Bronisław „Bandi” Bandyk (dołączył w drugim dniu), Patrycja Cieśla, Wojciech „Ojciec” Gawron, Danuta Gołębiewska (dołączyła w trzecim dniu), Julia Grabowska, Żaneta Hałas, Kaja Jarosz (dołączyła w trzecim dniu), Erwin Kornacki (dołączył w trzecim tygodniu), Łukasz „Ananas” Olichwer, Wioletta Radzanowska, Jan Smoliński (dołączył w drugim dniu), Michał Sokólski, Arwena „Arwii” Tarasiuk-Wilczewska (dołączyła w trzecim tygodniu), Katarzyna Tarnogórska, Łukasz „Surfer” Zarzycki.
| Wyniki czwartej edycji               |                                    |
| Eliminacja                           | Uczestnik                          |
| zwycięzca                            | Bronisław „Bandi” Bandyk           |
| finalistka                           | Żaneta Hałas                       |
| finalista                            | Łukasz „Surfer” Zarzycki           |
| Eliminacja                           | Uczestnik                          |
| eliminacje nr 3 w tygodniu finałowym | Kaja Jarosz                        |
| eliminacje nr 2 w tygodniu finałowym | Michał Sokólski                    |
| eliminacje nr 1 w tygodniu finałowym | Danuta Gołębiewska                 |
| pojedynek eliminacyjny               | Wioletta Radzanowska               |
| pojedynek eliminacyjny               | Łukasz „Ananas” Olichwer           |
| eliminacje nr 3                      | Erwin Kornacki                     |
| eliminacje nr 2                      | Patrycja Cieśla                    |
| pojedynek eliminacyjny               | Jan Smoliński                      |
| rezygnacja                           | Arwena „Arwii” Tarasiuk-Wilczewska |
| pojedynek eliminacyjny               | Katarzyna Tarnogórska              |
| eliminacje nr 1                      | Wojciech „Ojciec” Gawron           |
| rezygnacja                           | Julia Grabowska                    |

## Oglądalność w telewizji linearnej
1. Średnia widownia pierwszych czterech odcinków programu (w czasie ich pierwszej emisji telewizyjnej) wyniosła 1,17 mln osób[22], pierwszych dwunastu odcinków – 1,15 mln osób[23], a wszystkich trzydziestu – 1,20 mln osób (8,5% udziału w rynku w paśmie)[10]. Pierwszą emisję telewizyjną pierwszego odcinka zobaczyło 1,460 mln widzów, a odcinek finałowy, nadawany głównie na żywo, obejrzało 1,342 mln widzów[10].
2. Pierwsze dziewięć odcinków drugiej edycji (w czasie ich pierwszej emisji telewizyjnej) oglądało średnio 1,06 mln widzów[24]. Widownia całej 40-odcinkowej serii (w czasie pierwszej emisji telewizyjnej) osiągnęła średni poziom 1,24 mln widzów (9,4% udziału w rynku w paśmie)[15][25]. Odcinek finałowy, nadawany częściowo na żywo, oglądało 1,392 mln osób[15].
3. Według danych serwisu Wirtualnemedia.pl trzecią edycję programu śledziło średnio 954 tys. osób (SHR 7,55%), z widownią finału na poziomie 1,157 mln osób[26]. Według danych serwisu Press.pl całą edycję śledziło średnio 895 tys. widzów (SHR 7,1%), a odcinek finałowy 1,1 mln widzów[27].
4. Według danych serwisu Wirtualnemedia.pl czwartą edycję programu śledziło średnio 1,14 mln osób (SHR 7,6%), z widownią finału na poziomie 1,44 mln osób[28]. Według danych serwisu Press.pl całą edycję śledziło średnio 1,18 mln widzów (SHR 9,0% – OOH)[29].